# الأكاديمية العسكرية الكورية
الأكاديمية العسكرية الكورية (هانغل: 육군사관학교) هي المؤسسة الكورية الجنوبية الرائدة لتعليم وتدريب الطلاب الضباط لجيش جمهورية كوريا.

## التاريخ
تأسست الأكاديمية في 1 مايو 1946، باسم أكاديمية دفاع جنوب جوسون من قبل قيادة الدفاع الوطني، سلف وزارة الدفاع الوطني لجمهورية كوريا، تحت سلطة الولايات المتحدة آنذاك. الإدارة العسكرية في كوريا الجنوبية. مع نهاية حرب المحيط الهادئ وما تلا ذلك من حل الجيش الإمبراطوري الياباني، الذي كان يحتل كوريا منذ عام 1910، تم خلق فراغ في قوات الأمن المحلية، في حين أن مجموعة الموارد البشرية كانت تتكون من خلفيات مختلفة، بما في ذلك الإمبراطورية السابقة. الجيش الياباني، وجيش منشوريا، وجيش التحرير الكوري. كإجراء تحضيري، افتتحت الإدارة العسكرية الأمريكية مدرسة اللغات العسكرية في سيول في 5 ديسمبر 1945، من أجل تدريب المترجمين العسكريين وكذلك الجيل الجديد من الضباط المفوضين ذوي العقيدة العسكرية الأمريكية الموحدة في الغالب.
وفي يناير 1946، تم إنشاء قوة الدفاع الوطني لجنوب جوسون. كان سلف جيش جمهورية كوريا. أغلقت المدرسة أبوابها في 30 أبريل، وتأسست أكاديمية جنوب جوسون للدفاع في اليوم التالي، واستقبلت أكثر من 60 طالبًا من المدرسة بالإضافة إلى 28 ضابطًا مرشحًا جديدًا تم تجنيدهم من الوحدات الخطية. من الآن فصاعدا، تم الاعتراف بيوم 1 مايو باعتباره يوم التأسيس الرسمي للأكاديمية. تم تعيين تشام ريونغ (الرتبة الحالية رائد) لي هيونغ جيون كأول مشرف على الأكاديمية، وبو وي (الرتبة الحالية ملازم أول) جانغ تشانغ كوك تم تعيينه كقائد. بعد إنشاء حكومة كوريا الجنوبية في 15 أغسطس 1948، تمت إعادة تسمية قوة الدفاع الوطني إلى "جيش جمهورية كوريا"، وكذلك تم تغيير اسم أكاديمية دفاع جوسون الجنوبية إلى "الأكاديمية العسكرية الكورية" وفقًا لذلك.

### التاريخ الحديث
اعتبارًا من عام 2020، كان لدى الحرم الجامعي ثلاثة نصب تذكارية لتكريم خريجي ويست بوينت في أعوام 1948 و1949 و1950 الذين لقوا حتفهم في الحرب الكورية. تم تكريم نجل فان فليت، جيمس فان فليت جونيور، في النصب التذكاري في 18 سبتمبر 2020، حيث توفي أثناء مهمة قصف في هايجو في أبريل 1952. خطط جيش جمهورية كوريا لإقامة أربعة نصب تذكارية أخرى لفصول 1945 و1946 و1947 و1951 بحلول عام 2023.

## أنظر أيضاً
- التعليم في كوريا الجنوبية